# István Timár
István Timár   (Budapest, 7 de gener de 1940 - Budapest, 4 de desembre de 1994) fou un piragüista hongarès que va competir durant les dècades de 1960 i 1970.
El 1968 va prendre part en els Jocs Olímpics d'Estiu de Ciutat de Mèxic, on va disputar dues proves del programa de piragüisme. Junt a Csaba Giczy guanyà la medalla de plata en la prova del K-2 1.000 metres, mentre que junt a Csaba Giczi, Imre Szöllősi i István Csizmadia guanyà la medalla de bronze en el K-4 1.000 metres.
En el seu palmarès també destaquen dues medalles d'or, una de plata i una de bronze al Campionat del Món en aigües tranquil·les i una d'or i dues de bronze al Campionat d'Europa.